# Појачавач
Појачавач је уређај који повећава амплитуду неке физичке величине, обично напона или струје. Термин се може користити и за појачаваче силе, притиска, и других величина. Свима је заједничко да имају одређени пропусни опсег и појачање. Обично постоји компромис између пропусног опсега и појачања, због практичних особина компоненти, и због настојања да се шум сведе на минимум.
Појачало снаге звука (или појачало снаге) је електронско појачало које појачава електронске аудио сигнале мале снаге као што је сигнал из радио пријемника или електричне гитаре до нивоа који је довољно висок за управљање звучницима или слушалицама. Појачала аудио снаге су присутна у свим врстама звучних система, укључујући појачање звука, системе за разглас и кућне аудио системе и појачала за музичке инструменте попут гитарских појачала. То је последња електронска фаза у типичном ланцу за репродукцију звука пре него што се сигнал пошаље на звучнике.
Претходеће фазе у таквом ланцу су аудио појачала мале снаге која извршавају задатке попут предпојачања сигнала (ово је посебно повезано са записима грамофона, сигналима микрофона и сигналима електричних инструмената са инструмената, попут електричне гитаре и електричног баса), изједначавање (нпр. подешавање баса и високих тонова), контроле тона, мешање различитих улазних сигнала или додавање електронских ефеката као што је реверб. Улази такође могу бити било који број извора звука, попут уређаја за репродукцију записа, ЦД плејера, дигиталних аудио уређаја и касетофона. Већина појачала снаге звука захтева ове улазе ниског нивоа, који су на линијском нивоу.

## Историја
Појачало звука изумео је Ли де Форест око 1912. године, што је омогућио изумом прве практичне појачавајуће електричне компоненте, триодне вакуумске цеви (или valve на британском енглеском) 1907. године. Триода је била трокраки уређај са контролном мрежом која може да модулира проток електрона од нити до плоче. Триодно вакуумско појачало коришћено је за израду првог АМ радија. Рани аудио појачавачи снаге били су засновани на вакуумским цевима и неки од њих постигли су изузетно висок квалитет звука (нпр. Вилијамсоново појачало из 1947–9).
Појачала за аудио снаге заснована на транзисторима постала су практичним са широком доступношћу јефтиних транзистора крајем 1960-их. Од 1970-их, већина модерних појачавача звука заснива се на полупроводничким транзисторима, посебно на биполарном спојном транзистору (BJT) и транзистору ефекта поља метал-оксидног-полупроводника (MOSFET). Појачала на бази транзистора су мање тежине, поузданија и захтевају мање одржавања од цевних појачала.
, који су измислили Мохамед Атала и Девон Кан у предузећу Бел Лабс 1959. године, адаптирао је у  снаге за звук Јун-ичи Нишизава на Универзитету Тохоку 1974. године. Јамаха је убрзо производила MOSFET-е снаге за своја хај-фај аудио појачала. JVC, Pioneer Corporation, Sony и Toshiba такође су започели производњу појачала са МОСФЕТ-овима снаге 1974. Године 1977, Хитачи је представио LDMOS (латерално дифузни MOS), тип MOSFET-а снаге. Хитачи је био једини произвођач LDMOS-а између 1977. и 1983. године, а за то време LDMOS је коришћен у појачивачима аудио снаге произвођача као што су HH Electronics (В-серија) и Ashly Audio, а коришћени су за музику и системе разгласа. Појачала класе Д постала су успешна средином 1980-их када су постали доступни јефтини MOSFET-ови са брзим пребацивањем. Многа транзисторска појачала користе MOSFET уређаје у својим секцијама снаге, јер је њихова крива изобличења сличнија цевној.

## Појачало
Транзистори и бројни други електронски активни елементи могу се сами за себе сматрати управљаним електронским склопкама. Пропустном поларизацијом базе транзистора као што је то приказано на слици транзистор постаје проводљив и пропушта електричну струју кроз оптерећење изведено у облику сијалице.
Заменом сијалице оптеретним отпором и довођењем на улаз наизменичног електричног напона, транзистор и даље може да проводи струју само у једном смеру појачавајући само једну, позитивну, полупериоду наизменичног улазног сигнала. Како сваки активни електронични елемент мора симетрично да појачава обе полупериоде електричног сигнала, доводи му се у ту сврху одређени преднапон (електронска цев или униполарни транзистор), односно струја базе (биполарни транзистор). На тај се начин радна тачка транзистора поставља у радно подручје које се налази негде на средини преносне карактеристике, између запорног подручја и засићења. Слика 3 (горе) поједностављено приказује електронични склоп где транзистор може појачати обе полупериоде електричног сигнала. Слике 4 и 5 (горе) приказују још две изведбе довођења струје базе биполарном транзистору ради постављања радне тачке у пожељан положај. Изведба на слици 5 је свакако далеко повољнија, јер постиже и топлотну стабилизацију колекторске струје транзистора.

## Врсте појачала
Појачала која служе репродукцији сигнала чујног, тонфреквенцијског, подручја могу се поделити на нискофреквентна претпојачала чији је задатак да уз што нижи шум напонски појачају тонски сигнал из микрофона, магнетске звучнице грамофона или тонске главе магнетофона у електрични сигнал подобних карактеристика за побуду претпојачала с тонским коректорима или нискофреквентног појачала снаге које на крају електроакустичког ланца репродукције треба побудити звучник на репродукцију звука. Појачала могу бити изведена као појачала с појачањем аналогног електричног сигнала уз уградњу електронских цеви, биполарних или униполарних транзистора те различитих интегрираних кругова. Појачала, међутим, могу бити изведена и као дигитални уређаји где се електрични сигнал процесује у дигиталном облику.

## Појачало с једним транзистором
Појачало с једним транзистором делује у основи као претпојачало и може се извести као појачало у споју заједничке базе, колектора или емитера где свака од споменутих изведби има неке своје предности и недостатке. На приказаним склоповима (слике десно) постављање радне тачке је у сва три склопа изведено на једнак начин и то помоћу отпора {\displaystyle R_{1}}, {\displaystyle R_{2}} и {\displaystyle R_{3}}, где отпор {\displaystyle R_{3}} умањује топлотну зависност струје колектора и одређује, зависно од споја, и статичке и динамичке особине појачала (улазни и излазни отпор, напонско појачање склопа). Отпор {\displaystyle R_{4}} је радни отпор појачала и одређује радну тачку појачала на излазној U/I карактеристици. Отпор {\displaystyle R_{L}} радни отпор појачала, односно оптерећење. Место прикључка побудног напонског извора (генератора напона) је приказано на сваком од склопова.

### Појачало у споју заједничке базе
Појачало у споју заједничке базе има:
- изразито мали улазни отпор (у правилу мањи од 10 kOm) те велик излазни отпор,
- струјно појачање нешто мање од 1 (типично 0,99-0,995),
- велико напонско појачање за мали наизменични сигнал, које остаје константно и на високим фреквенцијама тако да се високофреквентна појачала раде у правилу у споју заједничке базе.

### Појачало у споју заједничког колектора
Појачало у споју заједничког колектора има:
- изразито велик улазни отпор (типично 100 kOm и више) те изразито мали излазни отпор (у правилу мањи од 10 kOm),
- велико струјно појачање једнако фактору струјног појачања за мали сигнал {\displaystyle h_{FE}},
- напонско појачање нешто мање од 1 (типично 0,99-0,999)

### Појачало у споју заједничког емитера
Појачало у споју заједничког емитера је на известан начин компромис између појачала у споју заједничке базе и заједничког колектора те се због својих својстава користи врло често у нискофреквентним улазним ступњевима претпојачала и појачала снаге. За појачало у споју заједничког емитара вреди да оно има:
- прихватљиву величину улазног отпора (ред величине 1 kOm) и излазног отпора,
- велико струјно и задовољавајуће напонско појачање за мали сигнал унутар фреквенцијског подручја карактеристичног за спектар фреквенција тонског сигнала.

Појачала с једним транзистором не удовољавају захтевима висококвалитетне репродукције звука те се у нискофреквентној техници изводе претпојачала с два и више транзистора, где се самом конструкцијом појачала испуњавају сви захтеви у погледу улазне и излазне импенданције, нелинеарних изобличења и свих других параметара појачала.

## Карактеристике појачала
Карактеристике појачала, без обзира да ли се ради о аналогним или дигиталним претпојачалима и појачалима, требале би удовољавати низу основних услова повезаних непосредно с квалитетом репродукције тонског сигнала. Пре свега то је линеарност амплитудне, односно фреквенцијске карактеристике и с њима у вези линеарних изобличења појачала. Појачала обзиром на своје изведбене могућности не могу сва фреквенцијска подручја пренети једнако. Појачање појачала (G, слика десно) у том смислу има одређен пад у подручју најнижих и највиших фреквенција. Фреквенцију тонског сигнала на којој појачање појачала пада за 3 dB назива се граничном фреквенцијом појачала, а фреквенцијско подручје између тих фреквенција (f1 и f2) преносним фреквенцијским подручјем појачала.
Уз услов да појачало појачава тонске сигнале свих фреквенција једнолико, појачало мора појачати сигнал не уносећи у спектар тонског сигнала неке нове компоненте. С једне стране то су сигнали сметњи, дакле шума и нежељених електромагнетних сметњи који требају бити потиснути најмање 60  испод номиналног нивоа тонског сигнала. За професионалне намене ови услови су и строжи, где је појава дигиталне обраде и репродукције тонског сигнала поставила нова и далеко квалитетнија мерила. Уз сигнале сметњи појачала уносе у спектар тонског сигнала и неке нове садржаје који су последица нелинеарности U/I карактеристике активних електронских елемената. У том смислу разматрају се и нелинеарна изобличења појачала, где разликујемо хармоничка, интермодулацијска и транзијентна изобличења. 
Основне карактеристике различитих врста појачала описане су и њиховим улазним и излазним отпорима, односно импенданцијама, брзином преноса сигнала за случај побуде појачала електричним сигналом облика Хевисајдове степ-функције те коначно и стабилношћу појачала у условима капацитивног или индуктивног оптерећења.

## Важност
Развој појачала чинио је засигурно важан део развоја и популаризације електронике као гране електротехнике, где су на темељу првих једноставнијих склопова створени све сложенији, савременији, мањи, јефтинији и ефикаснији електронски склопови на свим подручјима електронике.

## Контрола појачања
Традиционално, контрола појачања нискофреквентних појачавача се изводила потенциометром. Новији уређаји могу имати и дигиталне атенуаторе (ослабљиваче сигнала) повезане са оптичким енкодерима за очитавање жељеног нивоа сигнала.
За мијењање појачања високофреквентних појачавача, постоје разне методе. Често се мијења спрега између осцилаторних кола, користе се филтери и слично.

## Подела
У електроници и електротехници, постоји више подјела.
По физичкој величини која се појачава, појачавач може бити:
- Појачавач напона
- Појачавач снаге
- Појачавач струје

По начину рада компоненти за појачавање, појачавач може бити:
- Појачавач класе А
- Појачавач класе Б
- Појачавач класе Ц
- Појачавач класе Д
- Појачавач класе Е
- Појачавач класе Ф
- Појачавач класе Г

По активним компонентама појачавача:
- Појачавач са биполарним транзисторима
- Појачавач са транзисторима са ефектом поља
- Појачавач са електронским цијевима
- Појачавач са операционим појачавачима

По пасивним компонентама појачавача:
- Појачавач са кондензаторском спрегом
- Појачавач са трансформаторском спрегом
- Појачавач са директном спрегом

По фреквентном опсегу за појачавање:
- Нискофреквентни појачавач
- Високофреквентни појачавач

Постоје и даље подјеле, зависно од специфичне намјене појачавача.